# 蒲生川 (鳥取県)
蒲生川（がもうがわ）は、鳥取県岩美郡岩美町を流れる二級河川。源流から河口までの延長22.6km、うち幹川流路延長（県の管理区間）は河口から17.6kmまでの区間となっている。流域面積は90.9km2で、岩美町全域の7割以上を占めている。
源流には河合谷高原、中流には岩井温泉、河口には網代魚港がある。また、支流の小田川の上流には荒金鉱山などの鉱山が散在する。かつては鉱毒汚染で魚が死滅したが、いまでは水質はよく、1998（平成10）年から2007（平成19）年の生物化学的酸素要求量(BOD)75%値は0.5から1.8mg/lで推移し、環境基準AAないしA類型をクリアしている。

## 流路と支流
源流

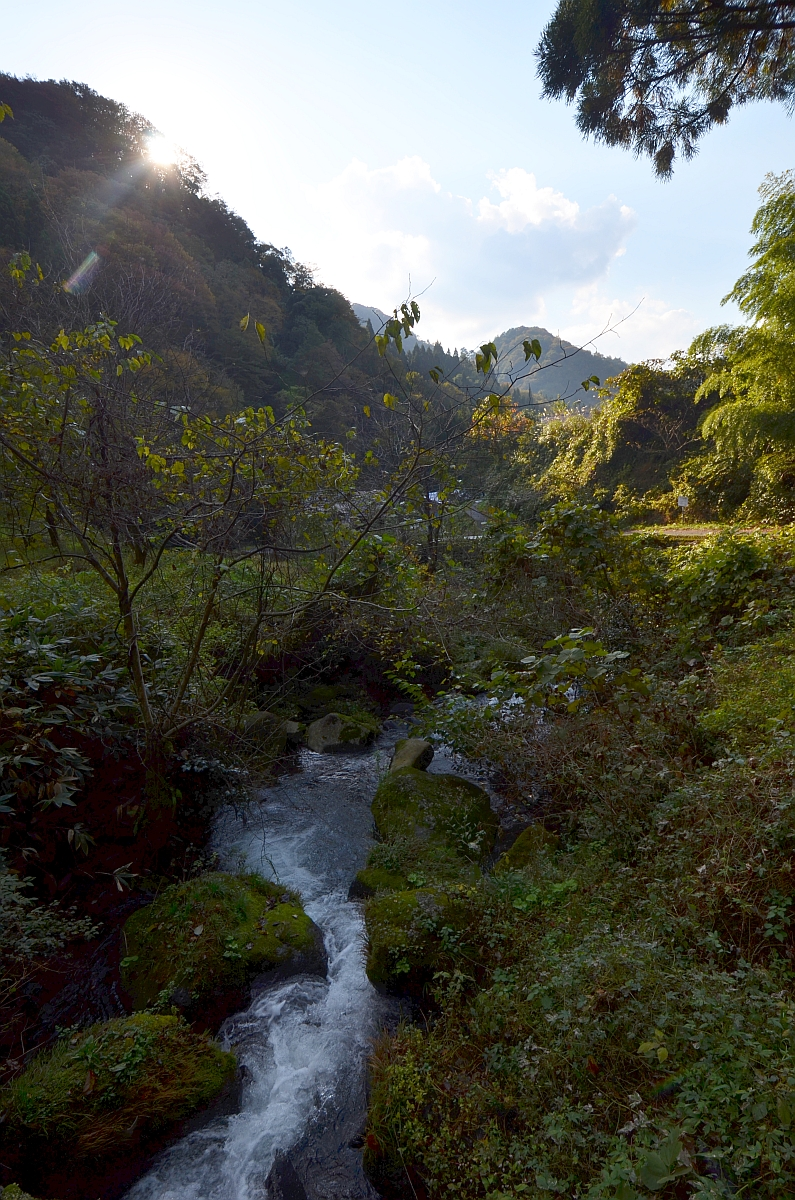
鳥越地区の上流

蒲生川の水源は扇ノ山の標高900m付近に広がる河合谷高原の天神池である。扇ノ山は南北に長く峰を伸ばしていて、その稜線が鳥取県と兵庫県の県境になっている。北へ向かう稜線は牛ヶ峰山へと連なっていて、この間の東斜面一帯が河合谷高原である。河合谷高原は袋川の源流にもなっているほか、峰の反対側には兵庫県を流れる岸田川の源流がある。
池から発した流れは兵庫県との県境に沿ってしばらく北流する。このあたりは火山に由来する流紋岩や凝灰岩が急峻な地形をなしており、天神滝を含めて標高差300mあまりを一気に下る急流となる。
上流
3kmほどの間に標高差550mほどを一気に下ると、標高330m付近にある鳥越地区で人里に出る。川はこのあたりでやや緩やかになり、北西へ向きを変える。ここのあたりの上流域ではワサビ栽培が行われている。
まもなく横尾、蕪島、洗井地区に出て、川は再び北へ向きを変える。このあたり、標高230m付近の蒲生川両岸の斜面は大山噴火の際に生じた地すべりによって生じた傾斜面になっていて、江戸時代中期に拓かれた500枚の棚田が広がっている。全体で25haにおよぶ棚田は1999年に農林水産省が定めた日本の棚田百選に選ばれている。
このあたりは平家の落人伝承がある奥地だが、明治期に蒲生峠を越える国道9号線（旧道）が開通するとバスが通るようになった。しかし蒲生峠の険路は冬季の通行が困難で、1978（昭和53）年に蒲生トンネルが開通してそちらが本道になった。いまは旧国道である県道119号が蒲生峠へ向かうほか、十王峠を経て国府町方面へ向かう県道31号との分岐地になっている。
旧山陰道の古い時期の正確なルートについては諸説あって定まっておらず、蒲生峠を越えて横尾に入ったあと、十王峠を越えて雨滝方面へ向かっていたとする説もある。豊臣秀吉による鳥取攻略にあたっては、豊臣軍は蒲生峠から十王峠を経て侵攻したとする説があり、秀吉にまつわる伝承が近辺に残されている。
戦国時代末期に大いに栄えた銀山地区を流れる銀山川を合わせると、蒲生川は塩谷（しぼたん）地区で再び北西に転じ、南から法正寺川が合流するあたり一帯が蒲生地区となる。このあたりから谷が開け、谷底平野となる。付近はかつての旧山陰道・蒲生峠（因幡国と但馬国の国境）の真下にあたり、蒲生には江戸時代までは番所が置かれていた。いまの国道9号線は蒲生トンネルで峠を抜けてきて、ここからは蒲生川と並走している。
中流

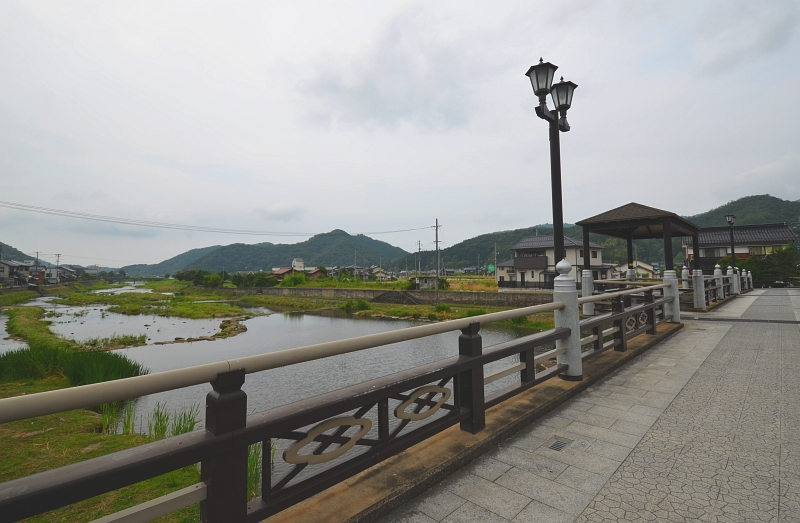
岩井温泉の「湯かむり大橋」

右岸から白地川、長谷（ながたに）川を合わせると、蒲生川は西へ向きを変え、中流域に入る。大正末期から昭和初期にかけては、白地の対岸付近から中流の恩志まで、蒲生川の左岸を岩井軌道が走っていて、温泉客や銅鉱石を輸送していた。この軌道は相山でインクラインとの積み替え場があり、荒金鉱山まで続いていた。この相山地区には平経盛のものとされる墓がある。
真名川や瀬戸川などが集まるあたりには、岩井温泉の温泉町が形成されている。ここにはかつて岩井宿があり、岩井村の中心地だった。蒲生川の右岸には7世紀後半から平安時代のものとされる寺院の遺構（岩井廃寺）があり、国指定の史跡になっている。
温泉町付近に架かる「湯かむり大橋」はかつての旧山陰道・国道9号線で、いまは橋の周辺に親水地が設けられるなど、湯治客の散策路として整備されている。
温泉地を抜けると、川の両岸には標高100-150m程度の小起伏山地の山裾が迫り、蒲生川はその間を蛇行する。特に恩志付近では過去にたびたび大雨による増水で破堤し、周囲に浸水被害をもたらしている。
下流

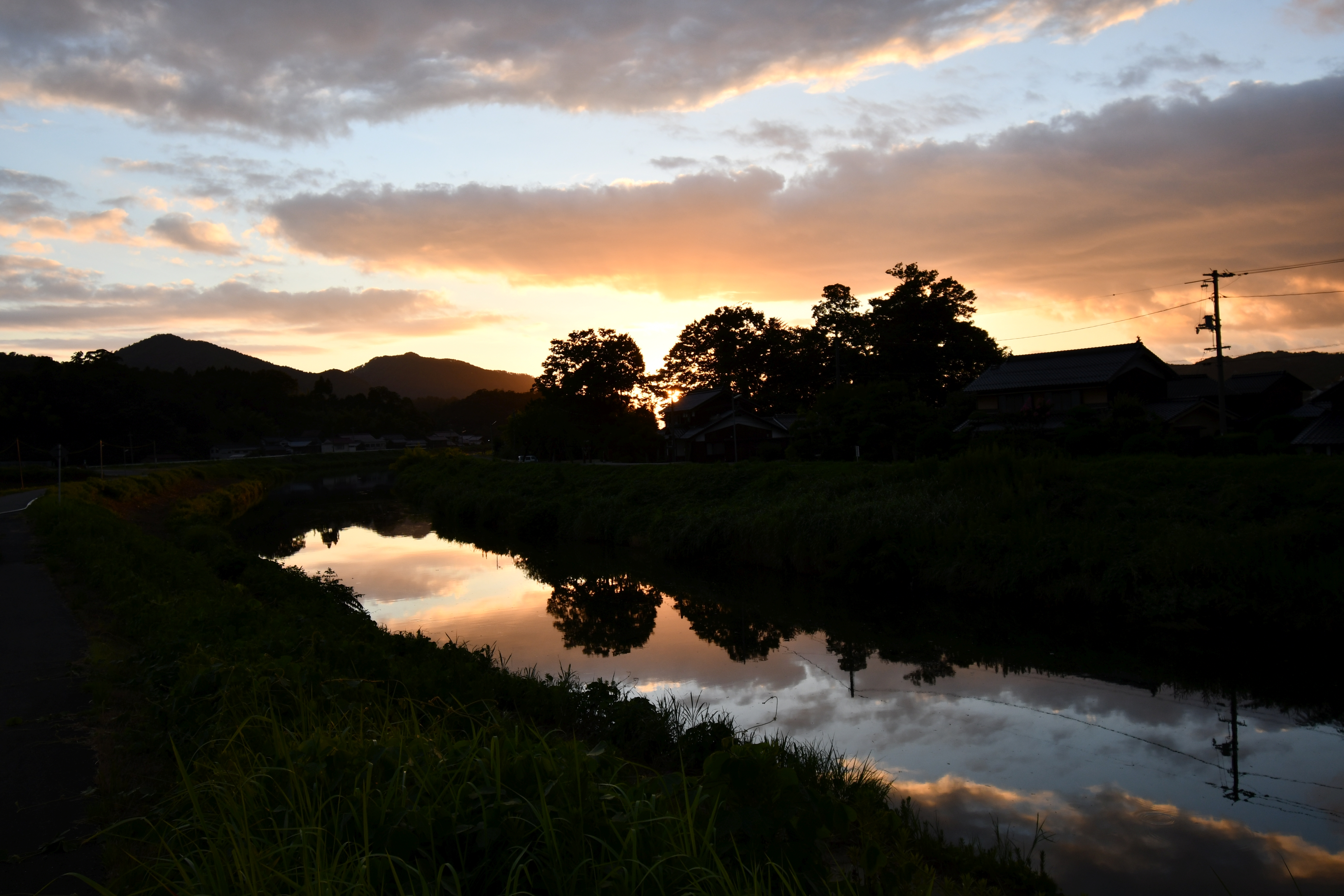
小田川が合流する直前の河崎橋の夏の夕景。正面の樹林は佐弥乃兵主神社の社叢。

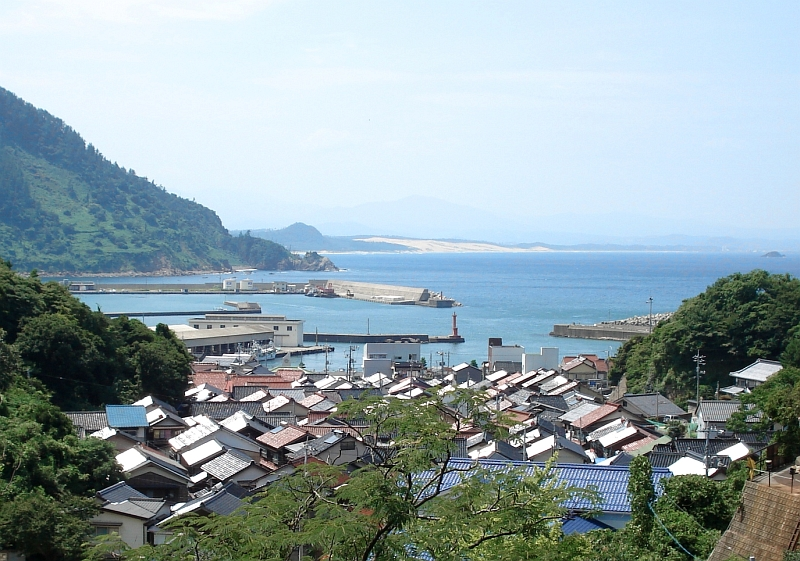
河口の網代漁港。鳥取砂丘が遠望できる。

新井地区で大きく蛇行しながら抜けると、下流域の沖積平野に出る。蒲生川はかつて新井から北へ向かっており、現在の岩美駅周辺をぬけて田後港のある浦富海岸へ流れていた。しかし河川争奪によって、今は小田川との合流して西へ向かい、網代漁港で日本海へ注いでいる。
網代漁港のある河口付近には三角州を塞ぐ形で大谷砂丘が発達していて、周囲には砂礫台地がある。現在の蒲生川と大岩駅のあいだの平野部はかつての潟湖がしだいに埋め立てられて後背湿地となり、江戸時代までは「大谷沢」と称する沼沢地だった。これが江戸期を通じて埋め立てられ、現在は水郷地帯となっている。
岩本地区から下流は網代漁港となっており、河岸には造船工場や水産加工場が並んでいる。

### 小田川
小田川は蒲生川の最大の支流で、長さは10.2km、うち指定延長は9kmである。流域面積は32.7km2で、一帯を「小田谷」と呼んだ。
大茅山西斜面の源流からいくつか沢を集め、小田地区に出る。村の背後の姥ヶ山には姥ヶ山城があり、吉見氏が小田谷一円を支配していた。姥ヶ山の西を北へ流れる小田川には、黒谷川、荒金川などが合流し、その間に小規模な谷底平野が形成されている。小田川はそのあと北西へ向きを変え、二上山城があった二上山の東側をぬけ、河崎地区で蒲生川に注ぐ。
小田川の支流、荒金川は長さ4.8km（うち指定延長2.2km）、流域面積8.4km2である。荒金川の源流付近では古代から金を産した。明治末期に銅山の開発が本格化し、大正期には鉱員800名を数えるほどの盛況だったが、同時に荒金川・小田川一帯に鉱毒問題を引き起こした。荒金川の右岸の巨勢谷に設けられた堤と人造溜池はこの時期に汚染されていない農業用水を確保するために築造されたものである。鉱山は昭和初期に閉山になったが、いまでも鉱山の廃水処理が行われている。詳細は#流域各地の小史節参照。

## 自然環境

### 植生
蒲生川の流域は対馬海流の影響を受けて暖かく、特に海岸付近では暖地性植物が分布している。河口付近の浦富地域では、シイノキ、タブノキ、モチノキなどが自然林を形成している。山間部にはコナラが広く分布していて、ところどころにアカマツ、スギ、ヒノキ、サワラの人工林がある。源流の天神池のまわりにはブナ林がある。

### 動物
流域で見られる貴重な動物としては、日本最小のハッチョウトンボ、絶滅危惧種のカスミサンショウウオが挙げられる。このほか上流の湛水域ではオオサンショウウオ、カワムツ、タカハヤが生息し、岩場や渓流域にはドンコが分布している。
中流の川筋には人の手が入っておらず水質もよく、淵、瀬などの変化に富み、水田との連続性も保たれている。このあたりでは絶滅危惧種のスジシマドジョウが確認されているほか、砂利の川床はアユの産卵地になっている。
下流ではゴクラクハゼ、スミウキゴリ、ヌマチチブなどの汽水性の魚類や、水生植物の密集地にはヤリタナゴや絶滅危惧種のメダカが確認されている。
過去の著しい渇水期でも川が枯れることはなく、水棲生物は淵や澪筋で棲息が可能である。ただし海と川を行き来する魚類にとっては堰を超えるのが困難になるため、アユ、ウナギ、モクズガニの生息環境を維持するため、魚道の整備が課題になっている。
このほか野生動物の哺乳動物として、タヌキ、キツネ、イノシシ、鳥類ではウミウ、クロサギ、イソヒヨドリ、両生類ではモリアオガエルや各種のサンショウウオなどが広く分布している。
|  |  | Clip カワムツ           |
|  |  | Clip タカハヤ           |
|  |  | Clip オオサンショウウオ |

## 利用と治水
流域の平均降水量は年2,200ミリで、中国地方としてはやや降水量の多い地域である。蒲生川は流域の水田の灌漑に広く使われており、約800haの農地を潤している。過去の渇水期でも、これらの農業用水が不足するようなことになったことがない。
1959（昭和34）年の伊勢湾台風では、豪雨によって堤防が決壊した。このときは岩井温泉の下流側にある恩志橋付近から堤防が破れ、岩美駅周辺の家屋に広く浸水被害を出した。これを受けて1965（昭和40）年から河道と堤防の改修事業が始まり、河道の拡幅や付け替えが行われた。
しかしその後も1979（昭和59）年、1990（平成2）年、2004（平成16）年にも川の氾濫で浸水被害が出ている。とりわけ平成2年台風第19号では小田川との合流地点を中心に、恩志、岩美駅付近から大岩駅付近に至るまで広い範囲で浸水し、130戸近くの浸水家屋を出した。現在も治水対策が進められている。

## 流域各地の小史

### 蒲生と岩井の盛衰
蒲生川の流域は古来から「巨濃郡（このこおり）」と称し、中世に「岩井郡」と改められた。改名の時期は明確な史料に乏しく、諸説あり定まらないが、戦国期に岩井城が因幡国と但馬国の境を守る要衝となったことで岩井郡が通称となり、江戸時代に「岩井郡」が定まったと考えられている。郡衙の位置も複数の説があり、いまの岩井温泉付近とする説と、小田川との合流付近の新井地区とする説がある。
いまの蒲生地区は「蒲生郷」と呼ばれており、平安時代には石清水八幡宮の広大な荘園があって「巨野別宮」と呼ばれていた。蒲生地区に隣接する馬場地区は八幡宮の流鏑馬神事を行う場所だったと伝えられている。また、馬場付近の蒲生川左岸には石室を伴う古墳がいくつか見つかっている。かつて蒲生別宮はかなり広い所領を有していたが、中世を通じて「宇治」地区や温泉のあるあたりが栄えるようになり、「蒲生別宮」と「宇治別宮」が区別されるようになっていった。
馬場地区の下流で右岸から合流する白地川の河岸段丘には白地地区がある。延喜年間（901-923）の大洪水で家を失った生き残りが拓いた集落と伝えられており、白い粘土を産したことから白地と称するようになったとされている。また、硯石の産地として知られる。戦国期には白地城が築かれて尼子家臣の安藤信濃守が入り、豊臣秀吉による上月城攻略に参加した。
江戸時代には蒲生地区に関所がおかれたり後述する鉱山によってある程度栄えた。しかし鉱山が江戸時代には下火になっていったのに対し、宇治地区付近の岩井温泉が街道の宿場として繁盛するようになり、地域の中心地は温泉のある岩井地区へ移っていった。
蒲生川左岸の岩井温泉にはかつて岩井町役場があり、岩井郡の中心地だった。平安時代から右岸の宇治のほうに宇治荘があり、もともとは蒲生荘（蒲生別宮）とは区別されていなかったのが、しだいに別のものになっていったものと考えられている。宇治地区と長谷地区のなかほどには7世紀頃の岩井廃寺跡があり、国の史跡に指定されている。岐阜県岩井の延算寺の本尊（重要文化財）は巨濃郡岩井から移されたと伝えられており、岩井廃寺がその寺に比定されている。平安時代から鎌倉時代にかけては宇治地区の「宇治長者」に関する伝承があり、長者と岩井廃寺と結びつける説もあれば、両者には時代的な隔たりがあって関連性を否定する説もある。
岩井温泉の開湯にも宇治長者が関わっているとする伝承もある。あくまでも伝承だが、温泉の開湯は9世紀中頃とされているが、鎌倉末期から室町期にかけての戦乱で一度廃れた。江戸時代になって鳥取藩によって再興され、街道の宿場町・温泉町として客が集まるようになって栄えた。明治に入ると岩井宿が設置されて役場ができ、これが母体となって岩井村、さらに周辺の村を集めて岩井町となった。
明治末期に山陰本線が通ることになり、岩井村と海側の浦富村とで誘致合戦を繰り広げた結果、鉄道は両者の中間を通ることになった。駅名をめぐっても両村の綱引きの決着がつかず、桂太郎総理大臣によって「岩美」駅と命名された。「岩美」は、岩井村などが属していた「岩井郡」と隣接の「法美郡」を1896（明治29）年に合併させたときに作られた郡名からきている。岩美駅は岩井町・浦富町の各中心地のどちらからも離れていたが、やがて駅前に居住地が発展し、1954（昭和29）年に両町などが合併して岩美町ができたときに、役場も岩美駅近くに設けられた。

### 蒲生川流域の鉱山と荒金鉱山の鉱毒問題
蒲生峠の真下の三日月山には、かつて因幡銀山があった。戦国末期の1593（文禄2）年に初めて発見され、当時の鳥取城主宮部継潤が盛んに開発を行った。最盛期には700-800軒の家が立ち並び、1598（慶長3）年には当地産の銀9282枚余が豊臣秀吉に献上されたと記録されている。これは生野銀山に次ぐ産出量だった。しかし、さらに鉱脈を得るために山を崩し、川の水で土砂を流して採掘が行ったところ土砂崩れを招き、銀鉱は間もなく廃絶した。関ヶ原の戦いの後に池田長吉が入封した時には既に銀山からは何も得られなくなっていた。
銀山の対岸にあたる塩谷・法正寺地区では、江戸中期から金や銅を産する蒲生銅山が開発された。最盛期には銅銭2万貫を鋳造するだけの産出量があり、「因幡銭」と称した。しかし10-20年のうちに銅の産出量は激減し、細々と採掘される程度になった。幕末から明治にかけて再び銅山の開発が盛んになり、明治中期からは「宝得鉱山」として民間の操業が行われたが、明治末期には閉山になった。
一方、これらの鉱山と山を隔てた小田川支流の荒金川上流には荒金鉱山がある。ここでは古代から金を産したが、精錬技術がなかったため鉱石のまま朝廷に献上されており、そのために「鉱（あらかね）」が村の名前になったとされている。荒金川の右岸には、当時の鉱山管理のための役所跡ともみられる古代の建物跡からなる広庭遺跡がある。しかし、鉱山の採掘は近世までほとんど行われておらず、明治中期にはいって銅の露頭が見つかり、開発が本格化した。鉱石は新井地区まで陸送し、そこから船で運び出していたが、明治末期に山陰本線が開通すると、岩美駅から鉄道で輸送するようになった。
しかし銅山の開発によって荒金川・小田川流域の鉱毒汚染が深刻化し、一帯の水田が無収穫になるほど悪化した。銅山では金銭補償や廃水を中和するための石灰の現物支給、汚染されていない水を引くための水路整備などを行ったが、こうした負担と景気の低迷によって鉱山経営は下火になった。1923（大正12）年に鉱山大手の久原鉱業に経営権が渡ると、第一次世界大戦に伴う好況とあいまって銅山は最盛期を迎え、蒲生川沿いに岩井町営軌道が敷かれて鉱石の輸送を担った。
一方、川の汚染は銅山最盛期には最悪の状態を迎えた。かつて荒金川・小田川には、鯉、フナ、ナマズ、ウグイ、ウナギ、カニ、アユなどが生息していたが、昭和に入る頃にはこれらが全く見られなくなった。汚染は蒲生川にも及び、合流して海に注ぐあたりの魚も死滅し、蒲生川には全く魚が遡上しなくなった。水田も被害を受け、苗が枯れて浮き上がったり、秋になっても結実しなくなった。鉱山のすぐ下流の院内地区では鉱山廃水を避けるために別の谷に独自のダムを設けて溜池を作ったが、これだけでは一帯の農地を潤すには足りず、多くの地域ではやむなく廃水に石灰を混ぜて中和して利用した。

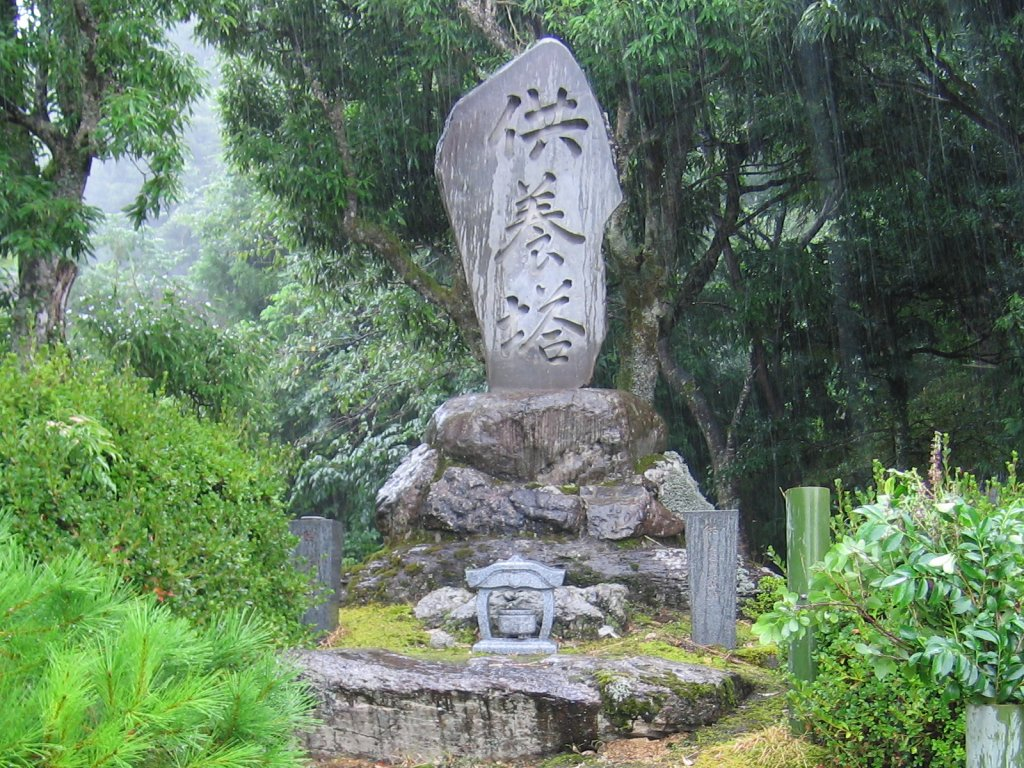
62名の犠牲者を出した鳥取地震による荒金鉱山の崩壊事故の供養塔

昭和に入ると銅の産出量が落ちてきたが、1943（昭和18）年の鳥取地震で鉱山内の施設が全壊するとともに、鉱泥を溜めた堰堤が崩壊して周辺の家屋を押しつぶして62名の死者行方不明を出すに及び、鉱山経営は行き詰った。さらに翌年の大雨でこの鉱泥が広範囲に流出して水田を汚染し、小田川流域一帯は米の収穫が得られなくなった。銅価格の下落もあって経営が立ち行かなくなった鉱山は閉山となり、廃水管理だけを行うようになったが、流域はその後も長年にわたって鉱毒に悩まされることになった。
鉱山の営業末期には沈殿銅採集といって、坑道の上流側から沢水を集めて注ぎ、下流で水に溶け出た銅成分を化学的手法で回収する方法がとられていた。銅山が閉山になったあとも、雨が降ると流れこんだ水が汚染水となって流れ出てくるため、永続的な抗廃水処理が必要となっている。いまも廃ス水処理は行われており、回収した汚泥からの金属資源採取の取り組みもあるが、収支に見合うような成果は得られていない。川の水質は廃水処理によって漸次向上し、1960年代になって、ようやく蒲生川本流の岩井付近で小鮎がみられるほどに回復した。

### 蒲生川の水運
三方を山に隔てられた蒲生川流域はかつて陸の孤島の様を呈していた。但馬や鳥取方面へ通じる山陰道があったものの、険路だったため、江戸時代には年貢の輸送などで蒲生川の水運が盛んだった。蒲生川の恩志や小田川の岩常には江戸時代に船着き場があり、上流から運ばれる年貢米の中継地になっていた。
現在の網代漁港は、河口側から網代、沓井、岩本地区に面しているが、かつてはそれぞれ別の港だった。このうちもっとも内陸側の岩本港が風の影響が小さく、江戸時代を通して番屋が置かれて海上交通の起点となっていた。岩本港には鳥取藩の蔵があり、岩井郡各地の年貢米をいちど集積し、大型船で鳥取の賀露港を経由して上方へ回送していた。網代港が本格的に拓かれたのは1862（文久2）年の築港工事以降である。
このあたりに鉄道（山陰本線）が開通するのは明治末期を待たねばならず、それまで岩本港・網代港はこの地域の物流・交通の要衝として大いに栄えた。鉄道が全通した大正期以降は、交易港の役割を終え、漁港となった。

### 下流域の新田開発
蒲生川と小田川の合流地点にある太田地区では、江戸時代には蒲生川を堰き止める築堤（太田堰）があった。山陰では一般に冬の強い偏西風で海から川へ砂があがってきて河口を閉塞したり川床が上昇し、水流が滞って氾濫を招くことが多く、冬の間は太田堰で水を貯め、水路へ放流して水路が砂で埋まるのを防ぐ目的があった。
下流域の大谷沢は、2つの大きな沼沢地だった。1711（正徳元）年から埋め立てがはじまり、100年以上をかけて新田開発が続けられた。新田は盛んに新田開発を行った和田徳兵衛（和田得中）の名をとって「和田新田」や「大谷田圃」などと呼ばれた。1815（文化12）年頃には300石弱の石高が得られるようになっていたが、劣悪な沢田も残されていた。蒲生地区や新井地区では条里制を伝える整然とした区画になっているが、この大谷田圃付近では区画が整っていない。

## 支流
- ○印は鳥取県の二級河川コード表に掲載のもの[1]。
- 河口側から順に掲載。

| 名称         | よみがな               |   | 長さ   | 指定延長 | 流域面積 | 出典         |
| 蒲生川       | がもうがわ             | ○ | 22.6km | 17.6km   | 90.6km2  | [ 1 ] [ 3 ]  |
| 日比野川     | ひびのがわ、ひびやがわ | ○ |        |          |          | [ 1 ]        |
| 小田川       | おだがわ               | ○ | 10.2km | 9.0km    | 32.7km2  | [ 1 ] [ 22 ] |
| 万願寺川     |                        |   |        |          |          | [ 11 ]       |
| 谷川         |                        |   |        |          |          | [ 11 ]       |
| 高野坂川     |                        |   |        |          |          | [ 11 ]       |
| 赤松川       |                        |   |        |          |          | [ 11 ]       |
| 荒金川       | あらかねがわ           | ○ | 4.8km  | 2.2km    | 8.4km2   | [ 1 ] [ 28 ] |
| 岩美川       |                        |   |        |          |          | [ 11 ]       |
| 黒谷川       |                        |   |        |          |          | [ 11 ]       |
| 佐坂川       |                        |   |        |          |          | [ 11 ]       |
| 宇治下の谷川 | うじしものたにがわ     | ○ |        |          |          | [ 1 ]        |
| 瀬戸川       | せとがわ               | ○ |        |          |          | [ 1 ]        |
| 真名川       | まながわ               | ○ |        |          |          | [ 1 ]        |
| 長谷川       | はせがわ、ながたにがわ | ○ |        |          |          | [ 1 ]        |
| 白地川       | しらじがわ             |   |        |          |          | [ 37 ]       |
| 相山川       | あいやまがわ           |   |        |          |          | [ 15 ]       |
| 法正寺川     |                        |   |        |          |          | [ 11 ]       |
| 銀山川       |                        |   |        |          |          | [ 11 ]       |